# 1525
| 1525               |
| ------------------ |
| Dødsfald - Fødsler |
|                    |

| Gregoriansk kalender | 1525 MDXXV              |
| Ab urbe condita      | 2278                    |
| Armensk kalender     | 974 ԹՎ ՋՀԴ              |
| Kinesiske kalender   | 4221 – 4222 甲申 – 乙酉 |
| Etiopisk kalender    | 1517 – 1518             |
| Jødisk kalender      | 5285 – 5286             |
| Hindukalendere       |                         |
| - Vikram Samvat      | 1580 – 1581             |
| - Shaka Samvat       | 1447 – 1448             |
| - Kali Yuga          | 4626 – 4627             |
| Iransk kalender      | 903 – 904               |
| Islamisk kalender    | 931 – 932               |

Konge i Danmark: Frederik 1. 1523-1533
Se også 1525 (tal)

## Begivenheder
- 21. januar – 15 reformerte døber hinanden og indleder gendøberbevægelsen
- 24. februar - den spanske hær, som bruger det nye våben musketten, slår den fransk-schweiziske hær i slaget ved Pavia
- 10. april: Stormester af den Tyske orden, Albrecht af Brandenburg, omdanner Preussen til et hertugdømme, arveligt i slægten Hohenzollern.
- 15. maj: De tyske fyrster knuser bondeopstanden i slaget ved Frankenhausen
- 13. juni - Martin Luther gifter sig med Katharina von Bora og bryder derved bevidst den katolske kirkes krav om præsters cølibat
- Et skånsk bondeoprør støtter den fordrevne Christian 2., men det bliver knust af Frederik 1.s brutale feltherre Johan Rantzau.
- Skipper Clement bortfører to orlogsskibe fra Københavns red.
- Hans Tausen prædiker i Viborg over Martin Luthers tanker.